# Église Saint-Germain-d'Auxerre de Fontaines-en-Duesmois
Pour les articles homonymes, voir Église Saint-Germain-d’Auxerre.
L'église Saint-Germain-d'Auxerre est une église catholique située à Fontaines-en-Duesmois, dans le département français de la Côte-d'Or, en France.

## Historique
Le début de la construction, dont il ne subsiste que le chœur, remonte au XIIIe siècle. D'importants remaniements ont lieu au début du XVIe siècle : chapelles, croisée du transept, clocher et aménagement de la baie axiale du chœur. En 1785 des travaux de restauration de la nef et du clocher sont entrepris. Enfin la flèche du clocher, foudroyée, est reconstruite en 1844.

## Description

### Architecture
Le plan de cette église est en croix latine à nef unique de deux travées voûtées précédées d'un porche en forme de pronaos composé de colonnes toscanes surmontées d'un fronton triangulaire.
Le clocher est à la croisée du transept.

### Mobilier
Le mobilier de l'église paroissiale Saint-Germain-d'Auxerre, autels, tabernacles, chaire à prêcher, confessionnaux, bénitier sont inscrits à l'inventaire général du patrimoine culturel ainsi que :
- une dalle funéraire du XIVe siècle ;
- une peinture murale du XVe siècle : descente de Croix ;
- des vitraux remarquables dont un Arbre de Jessé du XVe siècle  Classé MH (1978) ;
- une importante statuaire (XVe / XVIIe siècle) dont une Piéta du XVe siècle  Classé MH (1908) ainsi qu'un évêque anonyme, saint Jean-Baptiste, saint Nicolas, saint Antoine ermite, sainte Barbe, saint Germain d'Auxerre, Éducation de la Vierge et deux anges[1].

## Protection
L'église Saint-Germain-d'Auxerre est inscrite à l'inventaire des monuments historiques le 5 novembre 1927 pour le chœur, le transept et le clocher, et le 24 janvier 2006 pour la nef et le portique.